# Kozina (szczyt)
Kozina (niem. Ziegenrűcken) (796, 793 m n.p.m.) – dwuwierzchołkowe wzniesienie w Sudetach Środkowych, w Górach Kamiennych, w zachodniej części pasma Gór Suchych.

## Położenie
Kozina położona jest na południe od miejscowości Sokołowsko, w granicznym grzbiecie na zachód od Granicznika. Przez szczyt przechodzi granica państwowa z Czechami. Polska część znajduje się w Parku Krajobrazowym Sudetów Wałbrzyskich, natomiast czeska w Obszarze Chronionego Krajobrazu Broumovsko.
Kozina zbudowana jest z permskich tufów porfirowych (ryolitowych), należących do północnego skrzydła niecki śródsudeckiej.
Wzniesienie porośnięte jest lasem świerkowym regla dolnego ze znaczną domieszką buka.

## Turystyka
Przez szczyt przechodzi szlak turystyczny:
- zielony – szlak graniczny prowadzący wzdłuż granicy z Tłumaczowa do Przełęczy Okraj